# کارن کرنی
کارن کرنی (انگلیسی: Karen Carney؛ زادهٔ ۱ اوت ۱۹۸۷) یک بازیکن فوتبال اهل بریتانیا است.
از باشگاه‌هایی که در آن بازی کرده‌است می‌توان به شیکاگو رد استارز اشاره کرد.
وی سابقه عضویت در تیم ملی فوتبال زنان انگلستان را داراست.